# Diocesi di Hongdong
La diocesi di Hongdong (in latino: Dioecesis Homtomensis) è una sede della Chiesa cattolica in Cina suffraganea dell'arcidiocesi di Taiyuan. La sede è vacante.

## Territorio
La diocesi comprende parte della provincia cinese di Shanxi.
Sede vescovile è la città di Hongdong.

## Storia
La prefettura apostolica di Hongdong fu eretta il 17 giugno 1932 con il breve Cum vicariatus di papa Pio XI, ricavandone il territorio dal vicariato apostolico di Luanfu (oggi diocesi di Lu'an).
Il 18 aprile 1950 la prefettura apostolica è stata elevata a diocesi con la bolla Ad episcopalis hierarchiae di papa Pio XII.
Francis Han Ting-pi, che non ha mai voluto riconoscere e aderire all'associazione patriottica cattolica cinese, ha ordinato, agli inizi del 1991, un vescovo ausiliare per la sua diocesi, Joseph Sun Yuanmou, presumibilmente succeduto a Ting-pi, morto nel dicembre dello stesso anno, e a sua volta deceduto nel 2006.
Il 22 dicembre 2020 è stato ordinato vescovo di Hongdong Pietro Liu Genzhu, con l'approvazione sia del papa sia del governo cinese.

## Cronotassi dei vescovi
Si omettono i periodi di sede vacante non superiori ai 2 anni o non storicamente accertati.
- Petrus Cheng Yu-tang (Tch'eng) † (24 maggio 1932 - 10 marzo 1942 deceduto)
- Josephus Gao Zong-han (Kao) † (19 gennaio 1943 - marzo 1945 dimesso)
- Franciscus Han Ting-pi (Tingbi) † (9 luglio 1950 consacrato - 21 dicembre 1991 deceduto)
  - Sede vacante
  - Josephus Sun Yuan-mo † (21 dicembre 1991 ? succeduto - 23 febbraio 2006 deceduto) (vescovo clandestino)
  - Pietro Liu Genzhu, consacrato il 22 dicembre 2020